# Jan-Ole Jähnig

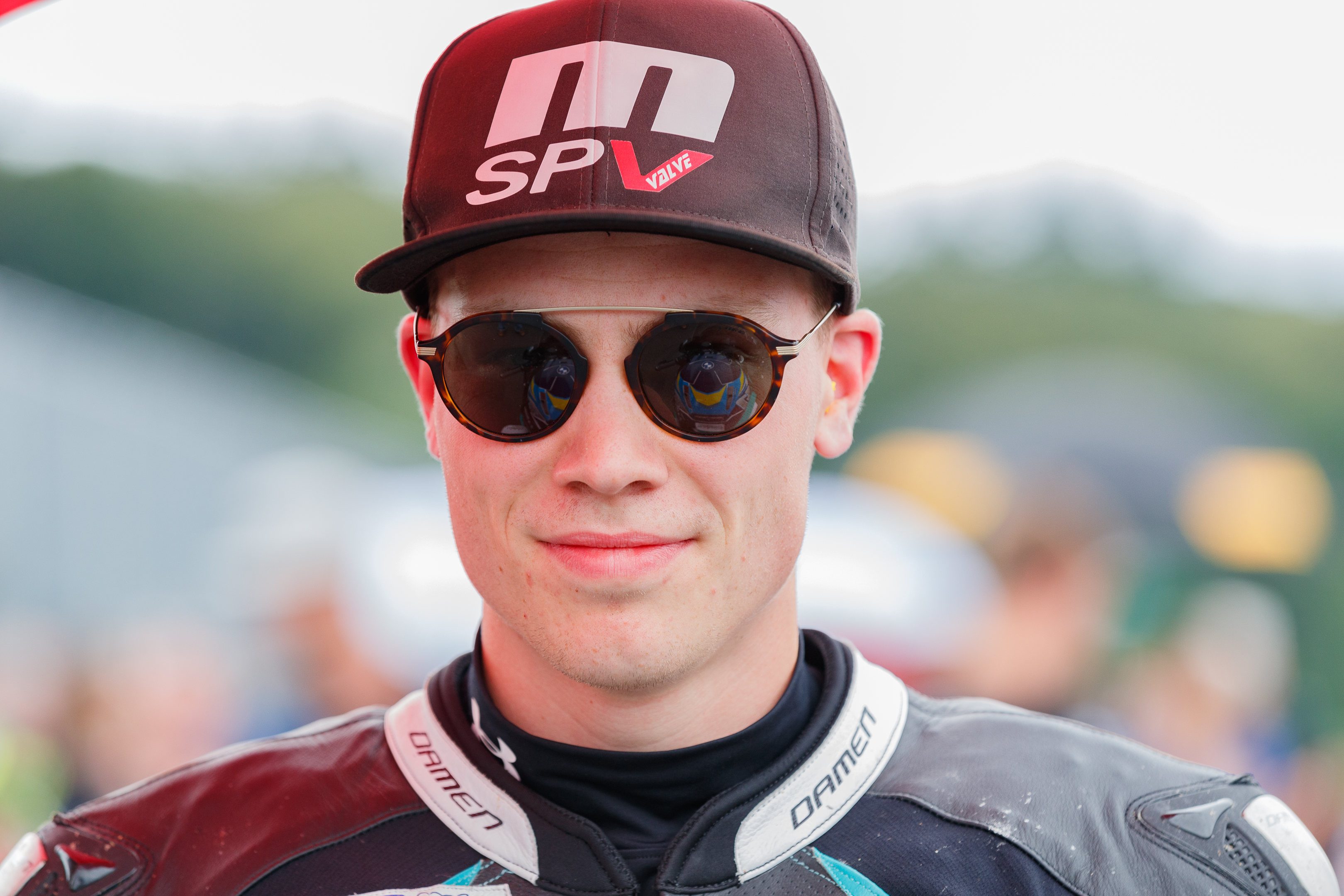
Jähnig 2023 in Schleiz

Jan-Ole Jähnig (* 9. März 2001 in Altenburg) ist ein deutscher Motorradrennfahrer.

## Karriere
Jan-Ole Jähnig begann seine Karriere 2012 im ADAC Mini Bike-Cup. Nach zwei Jahren in der Einsteiger-Klasse, stieg er 2014 in die Nachwuchs-Klasse auf und wurde Neunter in der Gesamtwertung. In der Saison 2015 startete er im ADAC Junior Cup, wo er als Neuling regelmäßig Punkte sammelte. Ein Jahr später, in der Saison 2016, sicherte sich Jähnig mit drei Siegen den Vizemeistertitel.
Im Jahr 2017 fuhr der Thüringer in der Internationalen Deutschen Motorradmeisterschaft (IDM) in der neu geschaffenen Supersport 300-Kategorie und wurde mit drei Siegen Deutscher Meister mit einer Yamaha R3. Insgesamt stand er bei elf von zwölf Rennen auf dem Siegerpodest. Neben der IDM nahm er am ADAC Northern European Cup (NEC) in der Moto3-Klasse auf einer KTM teil und wurde mit einem Sieg und vier weiteren Podestplätzen vierter in der GP-Wertung.
Ab der Saison 2018 fuhr Jähnig auf einer KTM RC 390R mit dem Team Freudenberg in der Supersport-300-Weltmeisterschaft. Im April 2019 sicherte er sich sein erstes Podium beim Rennen in Assen, bei dem er Dritter wurde.
2020 startete er zunächst erneut in der Superersport-300-WM, doch durch die Corona-Pandemie und das, durch das Reisen verbundenen Risiko, entschied sich sein Team zum vorübergehenden Rückzug aus der Serie. Jähnig, der inzwischen deutlich gewachsen war, wechselte auf eine 600er-Supersport-Maschine und startete in der Superstock-600-Klasse der IDM. Nachdem er den Saisonstart in Assen noch verpasst hatte, fuhr er in den sechs verbleibenden Rennen, fünf Siege auf seiner Yamaha YZF-R 6 ein. Da er beim Saisonfinale in Hockenheim im ersten Rennen ohne vorgeschriebenen Reifensticker unterwegs war, wurde ihm der Sieg aberkannt und Jähnig verlor damit gleichzeitig den zunächst sicher geglaubten Meistertitel an Paul Fröde. Die endgültige Entscheidung fiel erst im Dezember beim DMSB-Sportgericht.

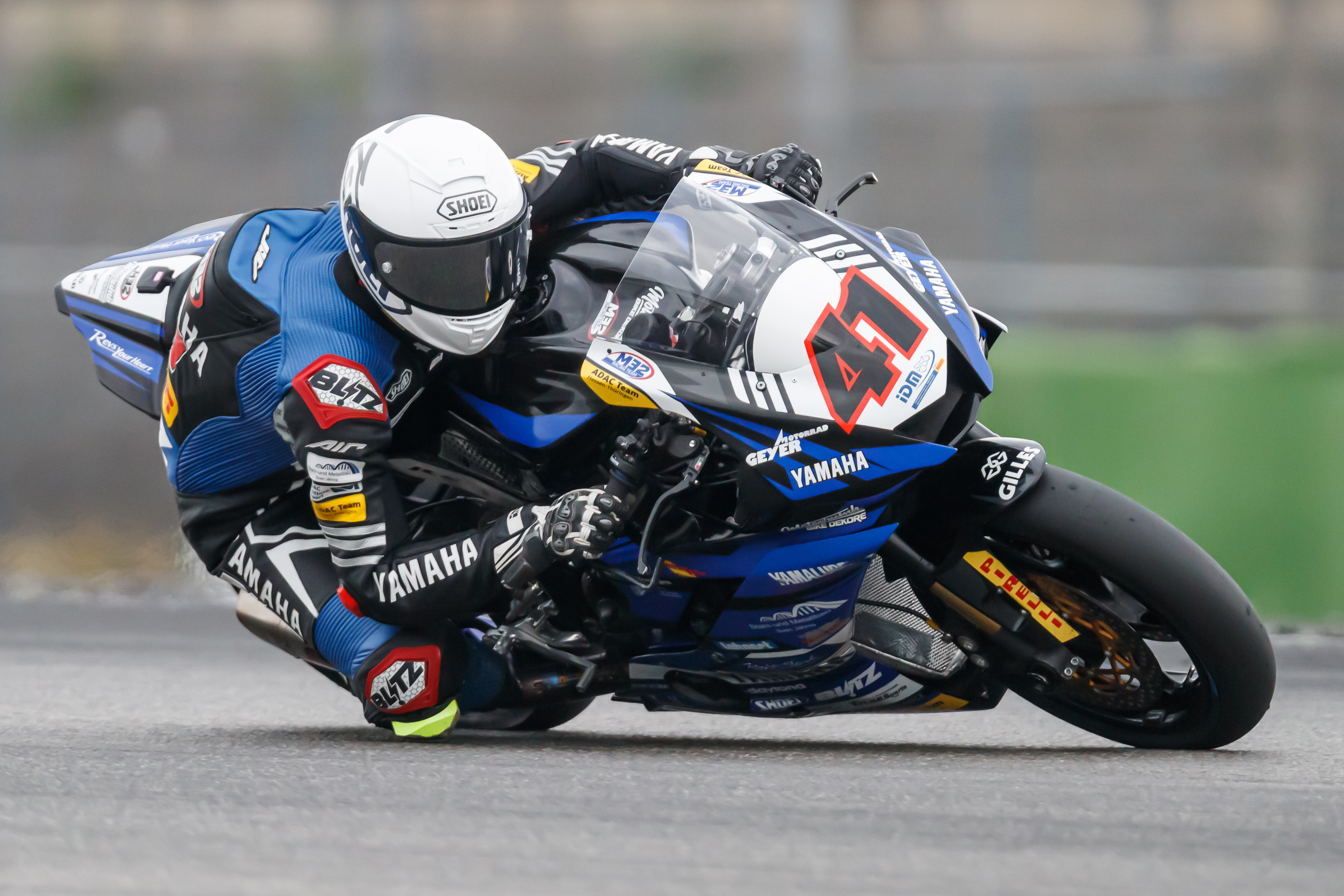
Jähnig 2022 in Hockenheim

Seit 2023 fährt Jähnig in der IDM Superbike.

## Statistik

### Erfolge
- 2017 – Deutscher Supersport 300-Meister auf Yamaha

### In der Supersport-300-Weltmeisterschaft
(Stand: 10. August 2020)
| Saison | Motorrad | Rennen | Siege | Podien | Poles | Punkte | Ergebnis |
| ------ | -------- | ------ | ----- | ------ | ----- | ------ | -------- |
| 2017   | KTM      | 1      | –     | –      | –     | –      | –        |
| 2018   | KTM      | 8      | –     | –      | –     | 40     | 16.      |
| 2019   | KTM      | 9      | –     | 1      | –     | 61     | 8.       |
| 2020   | KTM      | 4      | –     | –      | –     | –      | –        |
| Gesamt | Gesamt   | 22     | 0     | 1      | 0     | 101    |          |